# Will Wright
William Ralph Wright (Atlanta, Geórgia, 20 de Janeiro de 1960), mais conhecido por Will Wright, é um designer de jogos americano que, juntamente com Jeff Braun, fundou a desenvolvedora norte-americana de jogos eletrônicos Maxis, atualmente parte da Electronic Arts.  

## História
Will Wright passou sua infância com jogos de tabuleiro, e também construindo modelos de plástico e madeira. As recriações em escala reduzida, usando madeira e plástico, entre outros materiais, o levaram a criar coisas com motores, que evoluíram para robôs. Os robôs, por sua vez, fizeram com que Will se interessasse por computadores, e o levou ao design de jogos eletrônicos.
Na universidade, Will Wright estudou aviação, arquitetura e robótica, entre outras disciplinas. No entanto, ele nunca chegou a obter um diploma.

### Raid on Bungeling Bay
O primeiro jogo desenvolvido por Will foi Raid on Bungeling Bay, para o Commodore 64, em 1984. Falando ao público durante a Game Developers Conference de 2011, Wright disse que foi seu interesse pelo jogo da vida, um autômato celular desenvolvido na década de 1970 pelo matemático John Conway, juntamente com o fascínio que tinha por helicópteros durante sua infância, que o levaram a criar o jogo, que mescla elementos de ação e de estratégia ao permitir que o jogador controle helicópteros atacando ilhas. Ele afirmou que a pirataria afetou as vendas de Raid on Bungeling Bay no Commodore 64, o que é visível quando comparadas as 20 mil unidades para o computador, com as 800 mil vendas da versão para NES.
Durante esta mesma conferência em 2011, Wright também afirmou que foi seu interesse sobre um programa que escreveu para a construção de mapas para o Commodore 64, batizado de Wedit, que o inspirou, mais tarde, a trabalhar em um simulador de construção de cidades.

### SimCity
Foi o jogo SimCity que levou Will Wright a se tornar conhecido. Sua primeira ideia para o simulador de cidades foi desenvolvida quatro anos antes, em 1985, e foi batizada de Micropolis. O lançamento, no entanto, teve que aguardar mais quatro anos, já que Will Wright não conseguiu convencer os proprietários do estúdio em que trabalhava à época de que o jogo seria um sucesso. Foi apenas após conhecer Jeff Braun, em 1989, que o game recebeu investimento para desenvolvimento e foi publicado pelo então pequeno estúdio Maxis.
Em 1992, SimCity ultrapassou a marca de 1 milhão de unidades vendidas, sendo meio milhão de cópias para computadores pessoais, e um número similar para o Super Nintendo.

### The Sims
Will Wright também foi responsável pelo projeto de The Sims. O jogo, em que os jogadores podem criar personagens que passam a viver vidas virtuais e simuladas em uma cidade, foi lançado em 4 de fevereiro de 2000.  Will, que em uma entrevista de 2008 disse acreditar que é necessário capturar a imaginação dos jogadores ao dar-lhes liberdade, citou como exemplo o simlish, a linguagem própria que os personagens de The Sims usam para se comunicar, na verdade incompreensível para nós, como meio para fazer as pessoas usarem a própria imaginação e inventarem o que está sendo dito pelos personagens. 
Em 2008, The Sims chegou à marca de 100 milhões de cópias vendidas. 

### Spore
O jogo mais recente de Wright é Spore, que tem como tema a evolução dos seres-vivos. Publicado em 2008, ele permite que o jogador desenvolva uma espécie desde o ponto em que esta é um organismo microscópico, até sua evolução em uma criatura complexa, e sua transformação em um ser social e inteligente, dominando o planeta e finalmente, o espaço.
Assim como em The Sims, Wright diz que, em Spore a ideia é deixar o jogador usar sua imaginação, uma vez que todos os tipos de  escolhas estão disponíveis, desde quantas pernas sua criatura terá, até escolhas sobre agressividade ou pacifismo, e se será herbívora, ou carnívora.
Ainda em 2008, Spore ultrapassou a marca de um milhão de unidades vendidas.

### Abandonando a Maxis
Em abril de 2009, Wright deixou a Eletronic Arts. Em seu anúncio, o designer disse que estava de saída para cuidar de um dos seus mais antigos projetos; o estúdio Stupid Fun Club, que fundou em 2001 e que descreve como "uma grande instituição de pesquisa de entretenimento desenvolvendo novas propriedades intelectuais para serem lançadas em diversas plataformas, incluindo videogames, filmes, televisão, internet e brinquedos". O estúdio foi originalmente fundado por Wright em 2001, com o intuito de explorar a paixão dele por robôs, que ele considera uma forma alternativa à psicologia, para entender a humanidade e o cérebro.